# Thout
Thout (copto: Ⲑⲱⲟⲩⲧ,  [tʰoːuːt]), también conocido como Thoth (del griego Θωθ, Thōth) y Tut  (en árabe: توت‎), es el primer mes de los antiguos calendarios egipcio y copto. Abarca del 11 de septiembre al 10 de octubre del calendario gregoriano. El mes de Thout era también el primer mes de la Estación de Akhet (Inundación) en el Antiguo Egipto, cuando las crecidas del río Nilo anegaban las tierras de Egipto; este fenómeno se eliminó a partir de la construcción de la Presa Alta de Asuán.

## Nombre
El nombre del mes procede de Thoth, el antiguo dios egipcio de la sabiduría y la ciencia, inventor de la escritura, patrón de los escribas y quien se dice que puso nombre a las estaciones, los meses y los años. Thoth presidía las "Casas de la Vida", centros de estudio vinculados a los templos donde los escribas, los sacerdotes y los niños estudiaban disciplinas mágicas y científicas y donde se producían y copiaban todos los textos sobre magia y liturgia necesarias para el mantenimiento y renovación de la vida.

## Sinasario copto del mes de Thout
| Copto   | Juliano      | Gregoriano    | Celebraciones |
| ------- | ------------ | ------------- | --- |
| Thout 1 | Agosto 29    | Septiembre 11 | - Comienzo del nuevo año santo copto (Fiesta de El-Nayruz). - Martirio de san Bartolomé apóstol. - Muerte de san Abilio de Alejandría, 3º papa de Alejandría.                               |
| 2       | 30           | 12            | - Martirio de san Juan el Bautista. - Martirio de san Dasia el soldado. |
| 3       | 31           | 13            | - Asamblea del Santo Sínodo en Alejandría bajo san Dionisio, 14º papa de Alejandría, en el 243. - Gran Terremoto en El Cairo y en la mayor parte de las ciudades de Egipto en el 1112.      |
| 4       | Septiembre 1 | 14            | - Muerte de santa Verena. - Muerte de san Macario II, 69.º papa de Alejandría. |
| 5       | 2            | 15            | - Martirio de santa Sofía. |
| 6       | 3            | 16            | - Muerte del profeta Isaías. - Martirio de santa Basilisa. |
| 7       | 4            | 17            | - Muerte de san Dióscoro I, 25º papa de Alejandría. - Muerte de san Severiano, obispo de Gabala en Siria. - Martirio de santa Rebeca y sus hijos, santos Agatón, Pedro, Juan, Amón y Amona. |
| 8       | 5            | 18            | - Muerte de Moisés. - Martirio del Zacarías. - Martirio de san Diomedes (Dimides). |
| 9       | 6            | 19            | - Martirio de san Pisora, obispo de Masil. - Milagro de Colosas en Frigia. |
| 10      | 7            | 20            | - Martirio de santa Matruna. - Celebración de santa Basina y sus hijos. |
| 11      | 8            | 21            | - Martirio de Basílides el ministro. - Celebración de Cornelio el Centurión. - Defunción de santa Teodora de Alejandría.                                                                    |
| 12      | 9            | 22            | - Celebración de san Miguel Arcángel. - Tercer Concilio Ecuménico, celebrado en Éfeso el año 431. - Traslado de las reliquias de san Clemus (Aklimos) y sus compañeros.                     |
| 13      | 10           | 23            | - Defunción del papa Mateo II de Alejandría, 90.º papa de Alejandría. - Celebración del milagro de san Basilio el Grande, obispo de Cesarea, en Capadocia.                                  |
| 14      | 11           | 24            | - Defunción de san Agatón el Estilita. |
| 15      | 12           | 25            | - Traslado del cuerpo de san Esteban, el diácono. - Celebración de san Leoncio de Siria |
| 16      | 13           | 26            | - Consagración de la Iglesia de la Resurrección (Santo Sepulcro). - Traslado de las reliquias de san Juan Crisóstomo. - Defunción del higúmeno Jacob Salib Al-Masudi                        |
| 17      | 14           | 27            | - Aparición de la Santa Cruz. - Defunción de santa Teognosta. |
| 18      | 15           | 28            | - Segundo día de la Fiesta de la Santa Cruz. - Martirio de san Porfirio de Gaza (Proforio). - Martirio de san Estaban presbítero y de San Niceto (Niketa).                                  |
| 19      | 16           | 29            | - Tercer día de la Fiesta de la Santa Cruz. - Celebración de san Gregorio I el Iluminador, Patriarca de Armenia.                                                                            |
| 20      | 17           | 30            | - Defunción de san Atanasio II, 28º papa de Alejandría. - Defunción de san Teopista. - Martirio de santa Melitina virgen.                                                                   |
| 21      | 18           | Octubre 1     | - Celebración de Santa María Virgen, Madre de Dios (Theotokos). - Martirio de los santos Cipriano y Justina.                                                                                |
| 22      | 19           | 2             | - Martirio de los santos Cotilas (Kobtlas), su hermana Axoua y su amigo Tatas. - Martirio de san Julio de Aqfahs (El-Akfehasi), autor de la Biografía de los Mártires.                      |
| 23      | 20           | 3             | - Martirio de san Eunapio (Onanius) y san Andrés. - Martirio de santa Tecla de Iconio. - Restauración de la Iglesia de Santa María en Haret el-Rum (El Cairo).                              |
| 24      | 21           | 4             | - Muerte de san Gregorio el Asceta. - Martirio de san Cuarto, uno de los Setenta Discípulos.                                                                                                |
| 25      | 22           | 5             | - Defunción del profeta Jonás. - Martirio de san Mauricio, Comandante de la Legión Tebana.                                                                                                  |
| 26      | 23           | 6             | - Anunciación del Ángel a Zacarías del nacimiento de san Juan el Bautista. |
| 27      | 24           | 7             | - Martirio de san Eustaquio y sus dos hijos. |
| 28      | 25           | 8             | - Martirio de san Apater (Abadir) y su hermana santa Herai (Eraee). |
| 29      | 26           | 9             | - Martirio de santa Hripsime (Arbsima) virgen, santa Gaiana y sus hermanas vírgenes. |
| 30      | 27           | 10            | - Celebración del milagro de san Atanasio . |

### Citas
1. ↑  Gabra, Gawdat (2008), «Coptic Calendar», The A to Z of the Coptic Church, A to Z Guide Series, No. 107, Plymouth: The Scarecrow Press..